# Копетон ямайський
Копето́н ямайський (Myiarchus barbirostris) — вид горобцеподібних птахів родини тиранових (Tyrannidae). Ендемік Ямайки.

## Поширення і екологія
Ямайські копетони поширені на всій території Ямайки. Вони живуть в гірських і рівнинних тропічних лісах, в парках на висоті до 2000 м над рівнем моря.